# Гавриш Дмитро Васильович
Дмитро Васильович Га́вриш (18 жовтня 1925, Косів — 25 липня 2004, Тернопіль) — український майстер художнього різьблення по дереву і педагог; член Спілки радянських художників України з 1960 року. Брат різьбярів Володимира та Івана Гавришів, чоловік різьбярки Оксани Гавриш-Сікорської, батько різьбяра Любомира Гавриша.

## Біографія
Народився 18 жовтня 1925 року в місті Косові (нині Івано-Франківська область, Україна). Ремеслу навчався у Володимира Гуза та брата Володимира. Протягом 1945—1959 років працював різьбярем у косівській художній артілі «Гуцульщина»; у 1959—1973 роках — у Косівських художньо-виробничих майстернях; у 1973—1992 роках — майстром з художнього оброблення дерева на Тернопільському художньо-виробничому комбінаті.
Мешкав у Косові в будинку на вулиці Богдана Хмельницького, № 24 та у Тернополі в будинку на вулиці Чалдаєва, № 15, квартира № 94. Помер у Тернополі 25 липня 2004 року.

## Творчість
Вигоровляв баклаги, шкатулки, топірці, рахви, тарілки, вази, обкладинки книг-альбомів. Вироби декорував традиційними гуцульськими геометричними мотивами у техніці «сухого різьблення» з інкрустацією бісером, деревом, металом, перламутром, спеціальними цвяшками. Серед робіт:
- чорнильні набори (1947, 1956);
- ваза до 100-річчя з дня народження Івана Франка (1956);
- декоративні меблі (1955);
- тематично-декоративна рама (1956);
- настільна лампа та люлька (обидві — 1957);
- пудрениці (1956, 1958, 1960);
- браслет (1960);
- вази до ювілеїв Тараса Шевчека (1961, 1964);
- жіночі прикраси (1963);
- книги-альбоми: «Тернопіль» (1980), «Радість» (1989);
- декоративний пласт «Молода» (1980);
- декоративні тарелі: «Без назви» (1951, 1952), «Хвала рукам, що пахнуть хлібом» (1983), «Тарас Шевченко» (1984), «Дивосвіт» (1990);
- скринька «Дерево життя» (1995).

Оздобив кілька об'єктів у Тернопільській області, кімнати урочистих подій, дитячі інтернати, іконостаси для церков.
Брав участь у республіканських виставках з 1949 року, зарубіжних — з 1956 року (Лілль — 1957, Всесвітня в Брюсселі — 1958, Відень — 1958, Нью-Йорк — 1959, Дамаск — 1962).
Роботи майстра зберігаються у Національномуй музеї українського народного декоративного мистецтва у Києві, Музеїй етнографії та художнього промислу у Львові, Національному музеї народного мистецтва Гуцульщини та Покуття імені Йосафата Кобринського у Коломиї (12 робіт), а також у музеях Івано-Франківська, Тернополя, Запоріжжя, Дніпра, Москви, Санкт-Петербурга.